# Isolde Wawrin
Isolde Wawrin, née en 1949 à Altdorf (un quartier de la ville d'Ettenheim, dans le land de Bade-Wurtemberg), est une artiste peintre et dessinatrice allemande.   

## Biographie
De 1971 à 1974, Wawrin étudie à l'Académie des beaux-arts de Karlsruhe chez Horst Egon Kalinowski (de) et Markus Lüpertz. De 1974 à 1977, elle étudie chez Klaus Rinke à l'Académie des beaux-arts de Düsseldorf.  Elle épouse Yoshiyuki Kakedo en 1987, avec qui elle a une fille. Après la rénovation de l’ancienne synagogue, elle ouvre la Kunsthalle Altdorf en 1999. Le 24 octobre 2017, Yoshiyuki Kakedo meurt du cancer. 
Les peintures d'Isolde Wawrin se situent à la frontière des représentations figuratives et abstraites et sont très indépendantes.

## Expositions (sélection)

### Expositions personnelles
- 1980 Bonner Kunstverein, Bonn
- 1982 Kunsthalle Düsseldorf, Düsseldorf
- 1984 Westfälischer Kunstverein, Münster
- 1988 Isolde Wawrin–Malerei, Kunsthaus Essen, Essen
- 1995 Heidelberger Kunstverein, Heidelberg
- 2011 Isolde Wawrin et Yoshiyuki Kakedo, Kunsthalle Altdorf[2]

### Expositions de groupe
- 1976 Musée de Wiesbaden[3]
- 1997 Augenzeugen. Die Sammlung Hanck, Museum Kunstpalast, Dusseldorf
- 1984 Zick Zack, Kunsthalle, Bielefeld
- 1982 Documenta 7, Kassel
- 1981 MoMA PS1, New York City

## Prix
- 1977 : bourse de la ville de Düsseldorf pour la Cité internationale des arts à Paris
- 1980 : bourse du Kulturkreis der deutschen Wirtschaft
- 1980 : Prix de l'État de Rhénanie du Nord-Westphalie pour les jeunes artistes
- 1980 : Bonner Stiftung Kunstfonds pour la promotion des beaux-arts contemporains
- 1981 : bourse de la ville de Düsseldorf pour la PS1, New York